# Lukas Moodysson
Lukas Moodysson (1969-) es un guionista y director de cine sueco.
Nació el 17 de enero de 1969 en Malmö, Suecia. Hacia los 23 había escrito ya cinco colecciones de poemas y una novela. Decidió comenzar con la dirección cinematográfica para producir menos introvertidamente y, luego de estudiar en el Dramastika Institut de Estocolmo, dirigió tres cortometrajes antes de comenzar a trabajar en sus producciones de largometraje.

## Filmografía

### Director
- 1995 - Det var en mörk och stormig natt
- 1996 - En uppgörelse i den undre världen
- 1997 - Bara prata lite
- 1998 - Fucking Åmål (Descubriendo el amor)
- 2000 - Tillsammans (Juntos)
- 2002 - Lilya Forever
- 2003 - Terrorister
- 2004 - Ett hål i mitt hjärta (Un hueco en mi corazón)
- 2006 - Container
- 2009 - Mammoth
- 2013 - Vi är bäst! (¡Somos lo mejor!)

### Guionista
- 2000 - Det nya landet
- todas sus películas como director

## Premios
- Ganador del Tokyo Sakura Grand Prix en el Tokyo International Film Festival de 2013 por Vi är bäst! (¡Somos lo mejor!).